# Puchar CEV w piłce siatkowej mężczyzn (1998/1999)
Puchar CEV siatkarzy 1998/1999 - 19. sezon Pucharu CEV rozgrywanego od 1980 roku, organizowanego przez Europejską Konfederację Piłki Siatkowej (CEV) w ramach europejskich pucharów dla męskich klubowych zespołów siatkarskich "starego kontynentu".

## System rozgrywek
Rozgrywki toczyły się najpierw od fazy kwalifikacyjnej, z której zwycięzcy zagrali w fazie grupowej po 4 zespoły w każdej grupie. Zespoły z pierwszych miejsc zagrały w kolejnym etapie. W 1/8 finału i ćwierćfinałach drużyny podzielone zostały na pary. Każda z par rozegrała po dwa spotkania. O awansie decydowały kolejno: liczba wygranych spotkań, liczba wygranych setów, liczba zdobytych małych punktów. Zwycięzcy ćwierćifnałów awansowali do turnieju finałowego, w którym rozegrano półfinały, mecz o 3. miejsce i finał.

## Drużyny uczestniczące
- Partizani Tirana
- Teuta Durrës
- Erzeni Durrës
- Sokol Schwechat
- Innsbrucker AC
- Knack Roeselare
- Everbeur Averbode
- Zapadnyj Bug Brześć
- OK Kakanj
- Bosna Kalesija
- Sinpos-Sab Banka Sarajewo
- Lewski Siconco Sofia
- Anorthosis Famagusta
- Budućnost Podgorica
- Dukla Liberec
- Fatra Zlín
- Peikot Salo
- Kuopion Palloseura
- Montpellier UC
- Stade Poitevin
- Avignon VB
- AVC Orestiada
- Panathinaikos Ateny
- CS Gran Canaria
- CV Aguas de Huelva
- Bos Cs Advocaten V.Nieuwegein
- Piet Zoomers Apeldoorn
- VSC Ryga
- Volley Bertrange
- Volley 80 Pétange
- VC Mamer
- Locomotiv Ungeni
- Dinamo Tyraspol
- SV Fellbach
- SCC Berlin
- Askim VBK
- Mosjoen VBK
- KFUM Oslo
- Avtomobilist Sankt Petersburg
- Iskra Odincowo
- CSKA Moskwa
- Steaua Bukareszt
- Esmoriz GC
- Nacional Funchal
- OK Ribnica Kraljevo
- OK Pomgrad
- OK Maribor
- Petrochema Dubova
- Stavbár Žilina
- Lausanne UC
- Chênois Genewa
- Seat Näfels
- VBC Lutry-Lavaux
- Stambuł Büyük Sehir Belediyesi
- Emlakbank Ankara
- Dinamo Lugańsk
- Dorożnyk Odessa
- SC Winnica
- Palermo Volley
- Lube Banca Macerata
- Dunaferr SE Dunaújváros
- Medikémia Szeged

## Rozgrywki

### Faza kwalifikacyjna
| Data     | Drużyna 1                       | Wynik | Drużyna 2                       | Sety                            |
| -------- | ------------------------------- | ----- | ------------------------------- | ------------------------------- |
| 10.10.98 | Lausanne UC                     | 3:1   | Nacional Funchal                | 15:6, 15:10, 16:17, 15:11       |
| 18.10.98 | Nacional Funchal                | 1:3   | Lausanne UC                     | 15:7, 10:15, 5:15, 13:15        |
|          |                                 |       |                                 |                                 |
| 10.10.98 | Everbeur Averbode               | 3:0   | Volley Bertrange                | 15:2, 15:4, 15:9                |
| 18.10.98 | Volley Bertrange                | 1:3   | Everbeur Averbode               | 12:15, 9:15, 17:15, 15:17       |
|          |                                 |       |                                 |                                 |
| 10.10.98 | SC Winnica                      | 3:0   | Istanbul Büyük Sehir Belediyesi | 15:10, 15:10, 15:5              |
| 17.10.98 | Istanbul Büyük Sehir Belediyesi | 3:0   | SC Winnica                      | 15:12, 15:9, 15:11              |
|          |                                 |       |                                 |                                 |
| 10.10.98 | Panathinaikos Ateny             | 3:0   | Medikémia Szeged                | 15:12, 15:7, 15:8               |
| 17.10.98 | Medikémia Szeged                | 0:3   | Panathinaikos Ateny             | 8:15, 11:15, 16:17              |
|          |                                 |       |                                 |                                 |
| 10.10.98 | AVC Orestiada                   | 3:0   |                                 | 15:4, 15:7, 17:15               |
| 17.10.98 |                                 | 3:1   | AVC Orestiada                   | 13:15, 15:8, 15:3, 15:9         |
|          |                                 |       |                                 |                                 |
| 10.10.98 | Innsbrucker AC                  | 3:0   | Teuta Durrës                    | 15:2, 15:6, 15:2                |
| 11.10.98 | Teuta Durrës                    | 0:3   | Innsbrucker AC                  | 7:15, 7:15, 12:15               |
|          |                                 |       |                                 |                                 |
| 10.10.98 | Steaua Bukareszt                | 3:0   | Bosna Kalesija                  | 15:5, 15:6, 15:3                |
| 11.10.98 | Bosna Kalesija                  | 0:3   | Steaua Bukareszt                | 1:15, 8:15, 6:15                |
|          |                                 |       |                                 |                                 |
| 10.10.98 | Iskra Odincowo                  | 3:0   | Dinamo Tyraspol                 | 15:6, 15:2, 15:2                |
| 17.10.98 | Dinamo Tyraspol                 | 0:3   | Iskra Odincowo                  | 7:15, 8:15, 8:15                |
|          |                                 |       |                                 |                                 |
| 01.11.97 | Avignon VB                      | 2:3   | Avtomobilist St. Petersbourg    | 17:15, 11:15, 12:15, 15:2, 7:15 |
| 09.11.97 | Avtomobilist St. Petersbourg    | 3:0   | Avignon VB                      | 15:3, 15:7, 15:8                |
|          |                                 |       |                                 |                                 |
| 01.11.97 | Kfum Oslo                       | 0:3   | KuPS Kuopio                     | 5:15, 3:15, 9:15                |
| 08.11.97 | KuPS Kuopio                     | 3:0   | Kfum Oslo                       | 15:11, 15:1, 15:2               |
|          |                                 |       |                                 |                                 |
| 08.11.97 | VC Mamer                        | 2:3   | Stavbár Žilina                  | 15:10, 15:10, 12:15, 4:15, 6:15 |
| 09.11.97 | Stavbár Žilina                  | 3:1   | VC Mamer                        | 15:11, 15:7, 11:15, 15:4        |

### Faza główna

#### Turniej 1
Wyniki
| Data     | Drużyna 1                 | Wynik | Drużyna 2                 | Sety                    |
| -------- | ------------------------- | ----- | ------------------------- | ----------------------- |
| 04.12.98 | Sokol Schwechat           | 3:0   | Sinpos-Sab Banka Sarajewo | 15:6, 15:8, 15:13, 13:  |
| 04.12.98 | Lewski Siconco Sofia      | 3:1   | CS Gran Canaria           | 8:15, 15:8, 15:9, 15:6  |
| 05.12.98 | Sinpos-Sab Banka Sarajewo | 0:3   | CS Gran Canaria           | 10:15, 10:15, 3:15      |
| 05.12.98 | Sokol Schwechat           | 0:3   | Lewski Siconco Sofia      | 2:15, 5:15, 8:15        |
| 06.12.98 | CS Gran Canaria           | 3:0   | Sokol Schwechat           | 15:8, 15:1, 15:4        |
| 06.12.98 | Lewski Siconco Sofia      | 3:0   | Sinpos-Sab Banka Sarajewo | 15:11, 15:8, 15:4, 4:15 |

Tabela
| Lp. | Drużyna                   | Pkt | Mecze | Mecze | Mecze | Sety | Sety | Sety  | Małe punkty | Małe punkty | Małe punkty |
| Lp. | Drużyna                   | Pkt | M     | W     | P     | wyg. | prz. | ratio | zdob.       | str.        | ratio       |
| --- | ------------------------- | --- | ----- | ----- | ----- | ---- | ---- | ----- | ----------- | ----------- | ----------- |
| 1   | Lewski Siconco Sofia      | 6   | 3     | 3     | 0     | 9    | 1    | 9.000 | 143         | 76          | 1.882       |
| 2   | CS Gran Canaria           | 5   | 3     | 2     | 1     | 7    | 3    | 2.333 | 128         | 89          | 1.438       |
| 3   | Sokol Schwechat           | 4   | 3     | 1     | 2     | 3    | 6    | 0.500 | 73          | 117         | 0.624       |
| 4   | Sinpos-Sab Banka Sarajewo | 3   | 3     | 0     | 3     | 0    | 9    | 0.000 | 73          | 135         | 0.541       |

#### Turniej 2 –Murska Sobota
Wyniki
| Data     | Drużyna 1   | Wynik | Drużyna 2         | Sety                     |
| -------- | ----------- | ----- | ----------------- | ------------------------ |
| 04.12.98 | OK Pomgrad  | 3:0   | Lausanne UC       | 15:5, 16:14, 15:5        |
| 05.12.98 | Lausanne UC | 1:3   | Petrochema Dubova | 15:12, 14:16, 8:15, 6:15 |
| 06.12.98 | OK Pomgrad  | 3:0   | Petrochema Dubova | 15:2, 15:10, 15:10       |

Tabela
| Lp. | Drużyna           | Pkt | Mecze | Mecze | Mecze | Sety | Sety | Sety  | Małe punkty | Małe punkty | Małe punkty |
| Lp. | Drużyna           | Pkt | M     | W     | P     | wyg. | prz. | ratio | zdob.       | str.        | ratio       |
| --- | ----------------- | --- | ----- | ----- | ----- | ---- | ---- | ----- | ----------- | ----------- | ----------- |
| 1   | OK Pomgrad        | 4   | 2     | 2     | 0     | 9    | 0    | MAX   | 136         | 46          | 2.957       |
| 2   | Petrochema Dubova | 5   | 3     | 2     | 1     | 6    | 4    | 1.500 | 125         | 88          | 1.420       |
| 3   | Lausanne UC       | 4   | 3     | 1     | 2     | 4    | 6    | 0.667 | 112         | 104         | 1.077       |
| 4   | Locomotiv Ungeni  | 3   | 3     | 0     | 3     | 0    | 9    | 0.000 | 0           | 135         | 0.000       |

#### Turniej 3 -Kraljevo
Wyniki
| Data     | Drużyna 1         | Wynik | Drużyna 2         | Sety                           |
| -------- | ----------------- | ----- | ----------------- | ------------------------------ |
| 04.12.98 | Everbeur Averbode | 3:1   | SV Fellbach       | 15:3, 13:15, 15:11, 15:8       |
| 04.12.98 | Ribnica Kraljevo  | 1:3   | VSC Ryga          | 12:15, 15:9, 8:15, 2:15        |
| 05.12.98 | VSC Ryga          | 3:0   | SV Fellbach       | 15:6, 15:5, 15:8               |
| 05.12.98 | Ribnica Kraljevo  | 2:3   | Everbeur Averbode | 15:7, 12:15, 9:15, 16:14, 9:15 |
| 06.12.98 | Everbeur Averbode | 0:3   | VSC Ryga          | 6:15, 8:15, 7:15               |
| 06.12.98 | SV Fellbach       | 2:3   | Ribnica Kraljevo  | 17:16, 15:9, 12:15, 4:15, 1:15 |

Tabela
| Lp. | Drużyna           | Pkt | Mecze | Mecze | Mecze | Sety | Sety | Sety  | Małe punkty | Małe punkty | Małe punkty |
| Lp. | Drużyna           | Pkt | M     | W     | P     | wyg. | prz. | ratio | zdob.       | str.        | ratio       |
| --- | ----------------- | --- | ----- | ----- | ----- | ---- | ---- | ----- | ----------- | ----------- | ----------- |
| 1   | VSC Ryga          | 6   | 3     | 3     | 0     | 9    | 1    | 9.000 | 144         | 77          | 1.870       |
| 2   | Everbeur Averbode | 5   | 3     | 2     | 1     | 6    | 6    | 1.000 | 145         | 143         | 1.014       |
| 3   | Ribnica Kraljev   | 4   | 3     | 1     | 2     | 6    | 8    | 0.750 | 168         | 169         | 0.994       |
| 4   | SV Fellbach       | 3   | 3     | 0     | 3     | 3    | 9    | 0.333 | 105         | 173         | 0.607       |

#### Turniej 4
Wyniki
| Data     | Drużyna 1           | Wynik | Drużyna 2           | Sety                             |
| -------- | ------------------- | ----- | ------------------- | -------------------------------- |
| 04.12.98 | Budućnost Podgorica | 3:2   | OK Maribor          | 13:15, 15:10, 5:15, 16:14, 15:13 |
| 04.12.98 | SCC Berlin          | 3:0   | Seat Näfels         | 15:12, 15:9, 15:8                |
| 05.12.98 | Seat Näfels         | 0:3   | Budućnost Podgorica | 13:15, 15:17, 13:15              |
| 05.12.98 | OK Maribor          | 0:3   | SCC Berlin          | 9:15, 7:15, 10:15                |
| 06.12.98 | Seat Näfels         | 3:2   | OK Maribor          | 15:10, 9:15, 15:5, 7:15, 17:15   |
| 06.12.98 | SCC Berlin          | 3:0   | Budućnost Podgorica | 15:7, 15:5, 15:9                 |

Tabela
| Lp. | Drużyna             | Pkt | Mecze | Mecze | Mecze | Sety | Sety | Sety  | Małe punkty | Małe punkty | Małe punkty |
| Lp. | Drużyna             | Pkt | M     | W     | P     | wyg. | prz. | ratio | zdob.       | str.        | ratio       |
| --- | ------------------- | --- | ----- | ----- | ----- | ---- | ---- | ----- | ----------- | ----------- | ----------- |
| 1   | SCC Berlin          | 6   | 3     | 3     | 0     | 9    | 0    | MAX   | 135         | 76          | 1.776       |
| 2   | Budućnost Podgorica | 5   | 3     | 2     | 1     | 6    | 5    | 1.200 | 132         | 153         | 0.863       |
| 3   | Seat Näfels         | 4   | 3     | 1     | 2     | 3    | 8    | 0.375 | 133         | 152         | 0.875       |
| 4   | OK Maribor          | 3   | 3     | 0     | 3     | 4    | 9    | 0.444 | 153         | 172         | 0.890       |

#### Turniej 5 -Nieuwegein
Wyniki
| Data     | Drużyna 1                     | Wynik | Drużyna 2                     | Sety                    |
| -------- | ----------------------------- | ----- | ----------------------------- | ----------------------- |
| 04.12.98 | CSKA Moskwa                   | 0:3   | SC Winnica                    | 5:15, 8:15, 12:15       |
| 04.12.98 | Bos Cs Advocaten V.Nieuwegein | 3:0   | Volley 80 Pétange             | 15:10, 17:15, 15:9      |
| 05.12.98 | Volley 80 Pétange             | 0:3   | CSKA Moskwa                   | 7:15, 4:15, 4:15        |
| 05.12.98 | SC Winnica                    | 0:3   | Bos Cs Advocaten V.Nieuwegein | 5:15, 13:15, 8:15       |
| 06.12.98 | SC Winnica                    | 3:0   | Volley 80 Pétange             | 15:0, 15:1, 15:1        |
| 06.12.98 | Bos Cs Advocaten V.Nieuwegein | 1:3   | CSKA Moskwa                   | 11:15, 15:9, 5:15, 3:15 |

Tabela
| Lp. | Drużyna                       | Pkt | Mecze | Mecze | Mecze | Sety | Sety | Sety  | Małe punkty | Małe punkty | Małe punkty |
| Lp. | Drużyna                       | Pkt | M     | W     | P     | wyg. | prz. | ratio | zdob.       | str.        | ratio       |
| --- | ----------------------------- | --- | ----- | ----- | ----- | ---- | ---- | ----- | ----------- | ----------- | ----------- |
| 1   | Bos Cs Advocaten V.Nieuwegein | 5   | 3     | 2     | 1     | 7    | 3    | 2.333 | 126         | 114         | 1.105       |
| 2   | SC Winnica                    | 5   | 3     | 2     | 1     | 6    | 3    | 2.000 | 116         | 72          | 1.611       |
| 3   | CSKA Moskwa                   | 5   | 3     | 2     | 1     | 6    | 4    | 1.500 | 124         | 94          | 1.319       |
| 4   | Volley 80 Pétange             | 3   | 3     | 0     | 3     | 0    | 9    | 0.000 | 51          | 137         | 0.372       |

#### Turniej 6
Wyniki
| Data     | Drużyna 1           | Wynik | Drużyna 2           | Sety              |
| -------- | ------------------- | ----- | ------------------- | ----------------- |
| 04.12.98 | Mosjoen VBK         | 3:0   | Partizani Tirana    | 15:3, 15:3, 15:2  |
| 04.12.98 | Montpellier UC      | 3:0   | Panathinaikos Ateny | 15:7, 15:9, 15:10 |
| 05.12.98 | Partizani Tirana    | 0:3   | Panathinaikos Ateny | 5:15, 4:15, 12:15 |
| 05.12.98 | Mosjoen VBK         | 0:3   | Montpellier UC      | 0:15, 10:15, 6:15 |
| 06.12.98 | Partizani Tirana    | 0:3   | Montpellier UC      | 1:15, 5:15, 2:15  |
| 06.12.98 | Panathinaikos Ateny | 3:0   | Mosjoen VBK         | 15:8, 16:14, 15:7 |

Tabela
| Lp. | Drużyna             | Pkt | Mecze | Mecze | Mecze | Sety | Sety | Sety  | Małe punkty | Małe punkty | Małe punkty |
| Lp. | Drużyna             | Pkt | M     | W     | P     | wyg. | prz. | ratio | zdob.       | str.        | ratio       |
| --- | ------------------- | --- | ----- | ----- | ----- | ---- | ---- | ----- | ----------- | ----------- | ----------- |
| 1   | Montpellier UC      | 6   | 3     | 3     | 0     | 9    | 0    | MAX   | 135         | 50          | 2.700       |
| 2   | Panathinaikos Ateny | 5   | 3     | 2     | 1     | 6    | 3    | 2.000 | 117         | 95          | 1.232       |
| 3   | Mosjoen VBK         | 4   | 3     | 1     | 2     | 3    | 6    | 0.500 | 90          | 99          | 0.909       |
| 4   | Partizani Tirana    | 3   | 3     | 0     | 3     | 0    | 9    | 0.000 | 37          | 135         | 0.274       |

#### Turniej 7 -Zlin
Wyniki
| Data     | Drużyna 1              | Wynik | Drużyna 2              | Sety                      |
| -------- | ---------------------- | ----- | ---------------------- | ------------------------- |
| 04.12.98 | Piet Zoomers Apeldoorn | 0:3   | Fatra Zlín             | 12:15, 14:16, 9:15        |
| 04.12.98 | OK Kakanj              | 0:3   | Dorożnyk Odessa        | 5:15, 11:15, 8:15         |
| 05.12.98 | Fatra Zlín             | 3:0   | OK Kakanj              | 15:3, 15:1, 15:3          |
| 05.12.98 | Dorożnyk Odessa        | 0:3   | Piet Zoomers Apeldoorn | 5:15, 11:15, 10:15        |
| 06.12.98 | Dorożnyk Odessa        | 1:3   | Fatra Zlín             | 15:13, 5:15, 10:15, 13:15 |
| 06.12.98 | Piet Zoomers Apeldoorn | 3:0   | OK Kakanj              | 15:2, 15:6, 15:5          |

Tabela
| Lp. | Drużyna                | Pkt | Mecze | Mecze | Mecze | Sety | Sety | Sety  | Małe punkty | Małe punkty | Małe punkty |
| Lp. | Drużyna                | Pkt | M     | W     | P     | wyg. | prz. | ratio | zdob.       | str.        | ratio       |
| --- | ---------------------- | --- | ----- | ----- | ----- | ---- | ---- | ----- | ----------- | ----------- | ----------- |
| 1   | Fatra Zlín             | 6   | 3     | 3     | 0     | 9    | 1    | 9.000 | 149         | 85          | 1.753       |
| 2   | Piet Zoomers Apeldoorn | 5   | 3     | 2     | 1     | 6    | 3    | 2.000 | 125         | 85          | 1.471       |
| 3   | Dorożnyk Odessa        | 4   | 3     | 1     | 2     | 4    | 6    | 0.667 | 114         | 127         | 0.898       |
| 4   | OK Kakanj              | 3   | 3     | 0     | 3     | 1    | 9    | 0.111 | 44          | 135         | 0.326       |

#### Turniej 8
Wyniki
| Data     | Drużyna 1            | Wynik | Drużyna 2            | Sety                       |
| -------- | -------------------- | ----- | -------------------- | -------------------------- |
| 04.12.98 | AVC Orestiada        | 3:1   | Esmoriz GC           | 15:10, 13:15, 15:10, 15:13 |
| 04.12.98 | Anorthosis Famagusta | 0:3   | Stade Poitevin       | 7:15, 0:15, 9:15           |
| 05.12.98 | AVC Orestiada        | 3:0   | Anorthosis Famagusta | 15:7, 15:5, 16:14          |
| 05.12.98 | Stade Poitevin       | 3:0   | Esmoriz GC           | 15:5, 15:8, 15:4           |
| 06.12.98 | Esmoriz GC           | 3:0   | Anorthosis Famagusta | 15:3, 15:5, 15:4           |
| 06.12.98 | Stade Poitevin       | 3:0   | AVC Orestiada        | 15:13, 15:6, 15:6          |

Tabela
| Lp. | Drużyna              | Pkt | Mecze | Mecze | Mecze | Sety | Sety | Sety  | Małe punkty | Małe punkty | Małe punkty |
| Lp. | Drużyna              | Pkt | M     | W     | P     | wyg. | prz. | ratio | zdob.       | str.        | ratio       |
| --- | -------------------- | --- | ----- | ----- | ----- | ---- | ---- | ----- | ----------- | ----------- | ----------- |
| 1   | Stade Poitevin       | 6   | 3     | 3     | 0     | 9    | 0    | MAX   | 135         | 58          | 2.328       |
| 2   | AVC Orestiada        | 5   | 3     | 2     | 1     | 6    | 4    | 1.500 | 129         | 119         | 1.084       |
| 3   | Esmoriz GC           | 4   | 3     | 1     | 2     | 4    | 6    | 0.667 | 110         | 115         | 0.957       |
| 4   | Anorthosis Famagusta | 3   | 3     | 0     | 3     | 0    | 9    | 0.000 | 54          | 136         | 0.397       |

#### Turniej 9
Wyniki
| Data     | Drużyna 1          | Wynik | Drużyna 2          | Sety                     |
| -------- | ------------------ | ----- | ------------------ | ------------------------ |
| 04.12.98 | Innsbrucker AC     | 1:3   | CV Aguas de Huelva | 5:15, 8:15, 17:15, 11:15 |
| 06.12.98 | CV Aguas de Huelva | 3:0   | Innsbrucker AC     | 15:8, 15:2, 15:2         |

Tabela
| Lp. | Drużyna            | Pkt | Mecze | Mecze | Mecze | Sety | Sety | Sety  | Małe punkty | Małe punkty | Małe punkty |
| Lp. | Drużyna            | Pkt | M     | W     | P     | wyg. | prz. | ratio | zdob.       | str.        | ratio       |
| --- | ------------------ | --- | ----- | ----- | ----- | ---- | ---- | ----- | ----------- | ----------- | ----------- |
| 1   | CV Aguas de Huelva | 4   | 2     | 2     | 0     | 6    | 1    | 6.000 | 105         | 53          | 1.981       |
| 2   | Innsbrucker AC     | 2   | 2     | 0     | 2     | 1    | 6    | 0.167 | 53          | 105         | 0.505       |

#### Turniej 10
Wyniki
| Data     | Drużyna 1           | Wynik | Drużyna 2               | Sety                     |
| -------- | ------------------- | ----- | ----------------------- | ------------------------ |
| 04.12.98 | Iskra Odincowo      | 3:1   | Dunaferr SE Dunaújváros | 15:5, 15:11, 12:15, 15:8 |
| 05.12.98 | Zapadnyj Bug Brześć | 3:0   | Dunaferr SE Dunaújváros | 15:11, 15:12, 15:13      |
| 06.12.98 | Zapadnyj Bug Brześć | 1:3   | Iskra Odincowo          | 14:16, 15:9, 4:15, 11:15 |

Tabela
| Lp. | Drużyna                 | Pkt | Mecze | Mecze | Mecze | Sety | Sety | Sety  | Małe punkty | Małe punkty | Małe punkty |
| Lp. | Drużyna                 | Pkt | M     | W     | P     | wyg. | prz. | ratio | zdob.       | str.        | ratio       |
| --- | ----------------------- | --- | ----- | ----- | ----- | ---- | ---- | ----- | ----------- | ----------- | ----------- |
| 1   | Iskra Odincowo          | 6   | 3     | 3     | 0     | 9    | 2    | 4.500 | 157         | 83          | 1.892       |
| 2   | Zapadnyj Bug Brześć     | 5   | 3     | 2     | 1     | 7    | 3    | 2.333 | 134         | 91          | 1.473       |
| 3   | Dunaferr SE Dunaújváros | 4   | 3     | 1     | 2     | 4    | 6    | 0.667 | 120         | 102         | 1.176       |
| 4   | Erzeni Durrës           | 3   | 3     | 0     | 3     | 0    | 9    | 0.000 | 0           | 135         | 0.000       |

#### Turniej 11
Wyniki
| Data     | Drużyna 1        | Wynik | Drużyna 2        | Sety                            |
| -------- | ---------------- | ----- | ---------------- | ------------------------------- |
| 04.12.98 | Steaua Bukareszt | 0:3   | Dinamo Lugańsk   | 8:15, 10:15, 4:15               |
| 04.12.98 | Peikot Salo      | 3:0   | VBC Lutry-Lavaux | 15:5, 15:3, 15:3, 3:            |
| 05.12.98 | Dinamo Lugańsk   | 3:0   | VBC Lutry-Lavaux | 15:10, 15:1, 15:11, 11:         |
| 05.12.98 | Steaua Bukareszt | 1:3   | Peikot Salo      | 15:13, 12:15, 8:15, 6:15        |
| 06.12.98 | VBC Lutry-Lavaux | 1:3   | Steaua Bukareszt | 15:4, 4:15, 12:15, 13:15, 15:17 |
| 06.12.98 | Peikot Salo      | 3:1   | Dinamo Lugańsk   | 6:15, 16:14, 15:1, 15:13        |

Tabela
| Lp. | Drużyna          | Pkt | Mecze | Mecze | Mecze | Sety | Sety | Sety  | Małe punkty | Małe punkty | Małe punkty |
| Lp. | Drużyna          | Pkt | M     | W     | P     | wyg. | prz. | ratio | zdob.       | str.        | ratio       |
| --- | ---------------- | --- | ----- | ----- | ----- | ---- | ---- | ----- | ----------- | ----------- | ----------- |
| 1   | Peikot Salo      | 6   | 3     | 3     | 0     | 9    | 2    | 4.500 | 155         | 95          | 1.632       |
| 2   | Dinamo Lugańsk   | 5   | 3     | 2     | 1     | 7    | 3    | 2.333 | 133         | 96          | 1.385       |
| 3   | Steaua Bukareszt | 4   | 3     | 1     | 2     | 4    | 7    | 0.571 | 112         | 147         | 0.762       |
| 4   | VBC Lutry-Lavaux | 3   | 3     | 0     | 3     | 1    | 9    | 0.111 | 77          | 139         | 0.554       |

#### Turniej 12
Wyniki
| Data     | Drużyna 1        | Wynik | Drużyna 2        | Sety                     |
| -------- | ---------------- | ----- | ---------------- | ------------------------ |
| 04.12.98 | Emlakbank Ankara | 3:0   | Askim VBK        | 15:6, 15:7, 15:3         |
| 04.12.98 | Chênois Genewa   | 3:0   | VC Mamer         | 15:11, 15:11, 15:6       |
| 05.12.98 | VC Mamer         | 0:3   | Emlakbank Ankara | 3:15, 8:15, 3:15         |
| 05.12.98 | Askim VBK        | 0:3   | Chênois Genewa   | 16:17, 1:15, 13:15       |
| 06.12.98 | VC Mamer         | 0:3   | Askim VBK        | 6:15, 9:15, 7:15         |
| 06.12.98 | Chênois Genewa   | 1:3   | Emlakbank Ankara | 8:15, 2:15, 16:14, 12:15 |

Tabela
| Lp. | Drużyna          | Pkt | Mecze | Mecze | Mecze | Sety | Sety | Sety  | Małe punkty | Małe punkty | Małe punkty |
| Lp. | Drużyna          | Pkt | M     | W     | P     | wyg. | prz. | ratio | zdob.       | str.        | ratio       |
| --- | ---------------- | --- | ----- | ----- | ----- | ---- | ---- | ----- | ----------- | ----------- | ----------- |
| 1   | Emlakbank Ankara | 6   | 3     | 3     | 0     | 9    | 1    | 9.000 | 149         | 68          | 2.191       |
| 2   | Chênois Genewa   | 5   | 3     | 2     | 1     | 7    | 3    | 2.333 | 130         | 117         | 1.111       |
| 3   | Askim VBK        | 4   | 3     | 1     | 2     | 3    | 6    | 0.500 | 91          | 114         | 0.798       |
| 4   | VC Mamer         | 3   | 3     | 0     | 3     | 0    | 9    | 0.000 | 64          | 135         | 0.474       |

### Faza finałowa

#### 1/8 finału
| Data     | Drużyna 1                     | Wynik | Drużyna 2                     | Sety                              |
| -------- | ----------------------------- | ----- | ----------------------------- | --------------------------------- |
| 20.01.99 | Knack Roeselare               | 2:2   | Iskra Odincowo                | 25:18, 24:26, 15:20, 25:17        |
| 21.01.99 | Iskra Odincowo                | 0:3   | Knack Roeselare               | 20:25, 19:25, 18:25               |
|          |                               |       |                               |                                   |
| 13.01.99 | OK Pomgrad                    | 2:3   | VSC Ryga                      | 25:20, 25:20, 18:25, 17:25, 18:20 |
| 20.01.99 | VSC Ryga                      | 3:0   | OK Pomgrad                    | 25:23, 25:14, 26:24               |
|          |                               |       |                               |                                   |
| 13.01.99 | Emlakbank Ankara              | 3:0   | Bos Cs Advocaten V.Nieuwegein | 25:19, 25:23, 25:18               |
| 19.01.99 | Bos Cs Advocaten V.Nieuwegein | 3:1   | Emlakbank Ankara              | 19:25, 25:15, 27:25, 25:15        |
|          |                               |       |                               |                                   |
| 13.01.99 | SCC Berlin                    | 3:0   | Dukla Liberec                 | 25:18, 25:19, 25:22               |
| 20.01.99 | Dukla Liberec                 | 3:1   | SCC Berlin                    | 25:22, 25:19, 15:25, 25:18        |
|          |                               |       |                               |                                   |
| 13.01.99 | Lube Banca Macerata           | 3:0   | Lewski Siconco Sofia          | 25:15, 25:23, 25:21               |
| 20.01.99 | Lewski Siconco Sofia          | 2:3   | Lube Banca Macerata           | 17:25, 23:25, 25:20, 25:23, 17:19 |
|          |                               |       |                               |                                   |
| 13.01.99 | Peikot Salo                   | 1:3   | CV Aguas de Huelva            | 25:15, 23:25, 22:25, 21:25        |
| 19.01.99 | CV Aguas de Huelva            | 3:1   | Peikot Salo                   | 22:25, 27:25, 25:21, 25:21        |
|          |                               |       |                               |                                   |
| 13.01.99 | Montpellier UC                | 1:3   | Stade Poitevin                | 15:25, 23:25, 25:23, 25:27        |
| 20.01.99 | Stade Poitevin                | 3:0   | Montpellier UC                | 29:27, 25:17, 25:17               |
|          |                               |       |                               |                                   |
| 19.12.99 | Fatra Zlín                    | 1:3   | Palermo Volley                | 25:21, 18:25, 24:26, 14:25        |
| 20.01.99 | Palermo Volley                | 3:0   | Fatra Zlín                    | 25:19, 25:12, 28:26               |

#### Ćwierćfinały
| Data     | Drużyna 1           | Wynik | Drużyna 2           | Sety                       |
| -------- | ------------------- | ----- | ------------------- | -------------------------- |
| 09.02.99 | Knack Roeselare     | 3:0   | VSC Ryga            | 27:25, 25:20, 25:12        |
| 10.02.99 | VSC Ryga            | 1:3   | Knack Roeselare     | 14:25, 14:25, 29:27, 21:25 |
|          |                     |       |                     |                            |
| 10.02.99 | Emlakbank Ankara    | 0:3   | SCC Berlin          | 17:25, 21:25, 36:38        |
| 17.02.99 | SCC Berlin          | 3:1   | Emlakbank Ankara    | 25:22, 21:25, 25:20, 25:21 |
|          |                     |       |                     |                            |
| 10.02.99 | Lube Banca Macerata | 3:0   | CV Aguas de Huelva  | 25:19, 25:17, 25:18        |
| 16.02.99 | CV Aguas de Huelva  | 0:3   | Lube Banca Macerata | 22:25, 22:25, 21:25        |
|          |                     |       |                     |                            |
| 10.02.99 | Stade Poitevin      | 3:1   | Palermo Volley      | 19:25, 25:21, 26:24, 25:22 |
| 17.02.99 | Palermo Volley      | 3:0   | Stade Poitevin      | 25:23, 25:18, 25:17        |

#### Turniej finałowy

##### Półfinały
| Data       | Drużyna 1           | Wynik | Drużyna 2      | Sety                       |
| ---------- | ------------------- | ----- | -------------- | -------------------------- |
| 06.03.1999 | Knack Roeselare     | 3:0   | SCC Berlin     | 25:22, 25:18, 25:18        |
| 06.03.1999 | Lube Banca Macerata | 1:3   | Palermo Volley | 27:25, 27:29, 18:25, 18:25 |

##### Mecz o 3. miejsce
| Data       | Drużyna 1  | Wynik | Drużyna 2           | Sety                       |
| ---------- | ---------- | ----- | ------------------- | -------------------------- |
| 07.03.1999 | SCC Berlin | 3:1   | Lube Banca Macerata | 19:25, 25:21, 25:23, 25:18 |

##### Finał
| Data       | Drużyna 1       | Wynik | Drużyna 2      | Sety                |
| ---------- | --------------- | ----- | -------------- | ------------------- |
| 07.03.1999 | Knack Roeselare | 0:3   | Palermo Volley | 22:25, 22:25, 17:25 |

## Klasyfikacja końcowa
| Miejsce | Drużyna             |
| ------- | ------------------- |
| złoto   | Palermo Volley      |
| srebro  | Knack Roeselare     |
| brąz    | SCC Berlin          |
| 4.      | Lube Banca Macerata |